# Jay Silverheels
Jay Silverheels (* 26. Mai 1912 in Six Nations Reservation, Brantford, Ontario; † 5. März 1980 in Woodland Hills, Los Angeles, Kalifornien) war ein kanadischer Schauspieler und Dichter vom Volke der Mohawk. In der 1997 erschienenen Abhandlung  Edle Wilde – Rote Teufel wird über ihn ausgesagt: „Der wohl populärste Native Actor mit eigenem Profil war Jay Silverheels (Mohawk)“. Er errang insbesondere durch seine Rolle als loyaler indianischer Retter und Unterstützer des Lone Ranger große Bekanntheit.  In dieser klassischen Fernsehserie hatte er sogar mehr Auftritte als Clayton Moore, der zeitweilig als „Lone Ranger“ ausgetauscht wurde.

## Jugend
Silverheels wurde im Gebiet der Mohawk nahe Brantford, Ontario als Harold J. Smith geboren. Sein Vater A. G. E. Smith war ein Häuptling und hochdekorierter Veteran des Ersten Weltkriegs.
Silverheels war ein vielseitig erfolgreicher Sportler. Als junger Mann verließ er seine Heimat, um in den Vereinigten Staaten Lacrosse  zu spielen. In den Vereinigten Staaten nahm er auch an Wettkämpfen im Boxen und Ringen teil.

## Filmkarriere
Silverheels begann seine Karriere beim Film als Statist und Stuntman. Oft wurde er im Abspann nur als „tapferer Indianer“ oder einfach Indianer erwähnt.  Schließlich tauchte er in vielen B-Filmen als Harold Smith oder Harry Smith auf. Nach vielen Stunts wurde er schließlich auch als Schauspieler „Silverheels“ genannt. Diesen Ehrennamen hatte man ihm schon beim Lacrosse gegeben. Dort hatte er sich immer so schnell bewegt, dass sich manche Zuschauer beim Anblick seiner hellen Schuhe eingebildet hatten, Silberstreifen zu sehen. Nach dem Krieg wurde er für größere Produktionen engagiert, darunter Der Hauptmann von Kastilien mit Tyrone Power, Gangster in Key Largo mit Humphrey Bogart, (1948), Der gebrochene Pfeil (1950) mit James Stewart und Der Marshal (1969).

## Karriere im Fernsehen
Von 1949 bis 1957 spielte Jay Silverheels den loyalen Indianer „Tonto“, der dem „Lone Ranger“ (nachdem die Serie in den USA auch benannt war) in der ersten Folge das Leben rettet und ihm die Maske anfertigt. Der beste Freund des Rangers ließ sich nicht ersetzen und so spielte Silverheels auch in den beiden TV-Filmen The Lone Ranger (1956) und The Lone Ranger and the Lost City of Gold (1958) mit.
Nachdem er die Rolle des treuen indianischen Helfers so lange gespielt hatte, war Silverheels auf diese Rolle festgelegt. Er bekam nur noch Gastauftritte angeboten und schließlich konnte er nicht mehr nur von der Schauspielerei allein leben, so dass er zusätzlich als Kaufmann arbeitete.
Lange vor Der Schuh des Manitu sah man ihn auch schon die Rolle des edlen indianischen Helden parodieren. Am bekanntesten ist diesbezüglich sein Auftritt in The Tonight Show with Johnny Carson im Jahre 1969.
Seit Anfang der 1960er-Jahre konzentrierte sich Silverheels darauf, den von ihm mitbegründeten „Indian Actors Workshop“ zu managen. Heute gilt dieser Workshop als fest etabliert.

## Filmographie
- 1942: Tal des Todes (Valley of the Sun)
- 1947: Die Unbesiegten (Unconquered)
- 1947: Ich kann mein Herz nur einmal verschenken (Northwest Outpost)
- 1947: Verwegene Männer im Sattel (The Last Round-Up)
- 1948: Herrin der toten Stadt (Yellow Sky)
- 1948: Rache ohne Gnade (Fury at Furnace Creek)
- 1948: Gangster in Key Largo (Key Largo)
- 1948: Fünf auf Hochzeitsreise (Family Honeymoon)
- 1949–1957: The Lone Ranger
- 1949: Der Berg des Schreckens (Lust for Gold)
- 1949: Die Braut des Maharadscha (Song of India)
- 1950: Der gebrochene Pfeil (Broken Arrow)
- 1952: Die Schlacht am Apachenpaß (The Battle at Apache Pass)
- 1952: Die Hölle der roten Berge (Red Mountain)
- 1952: Sein Freund, der Lederstrumpf (The Pathfinder)
- 1952: The Legend of the Lone Ranger (The Legend of the Lone Ranger)
- 1952: An der Spitze der Apachen (The Half-Breed)
- 1952: Unter falscher Flagge (Yankee Buccaneer)
- 1953: Dürstende Lippen (Last of the Comanches)
- 1953: Bis zur letzten Kugel (The Nebraskan)
- 1953: Der letzte Trumpf (Jack Mccall Desperado)
- 1953: Verschwörung auf Fort Clark (War Arrow)
- 1954: Adlerschwinge (Drums across the River)
- 1954: Die Nacht der Rache (Four Guns to the Border)
- 1954: Gangster, Spieler und ein Sheriff (Masterson of Kansas)
- 1954: Saskatschewan (Saskatchewan)
- 1955: Der letzte Indianer (The Vanishing American)
- 1956: Der weiße Reiter (The Lone Ranger)
- 1956: Ritt in den Tod (Walk the Proud Land)
- 1958: Der Held mit der Maske (The Lone Ranger and the lost City of Gold)
- 1958: Harte Männer – harte Fäuste (Return to Warbow)
- 1959: Ein Schuß und 50 Tote (Alias Jesse James)
- 1962: Geronimos Rache (Geronimo's Revenge)
- 1965: Nishko, der Indianerjunge (Nishko)
- 1972: Santee, der Einzelgänger (Santee)
- 1973: Der Mann, der die Katzen tanzen ließ (The Man who loved Cat Dancing)
- 1973: Ein Kamel im Wilden Westen (One Little Indian)

## Privatleben
Neben der Schauspielerei züchtete und trainierte er Rennpferde.
Silverheels war verheiratet und Vater von drei Kindern.
Im Jahr 1974 erlitt er einen Schlaganfall. Nach langem Leiden verschied er 1980 im Alter von 67 Jahren.  Seine Asche wurde in seine Heimat gebracht.
Seinen letzten öffentlichen Auftritt hatte er bei der Einweihung seines Sterns auf dem Hollywood Walk of Fame.

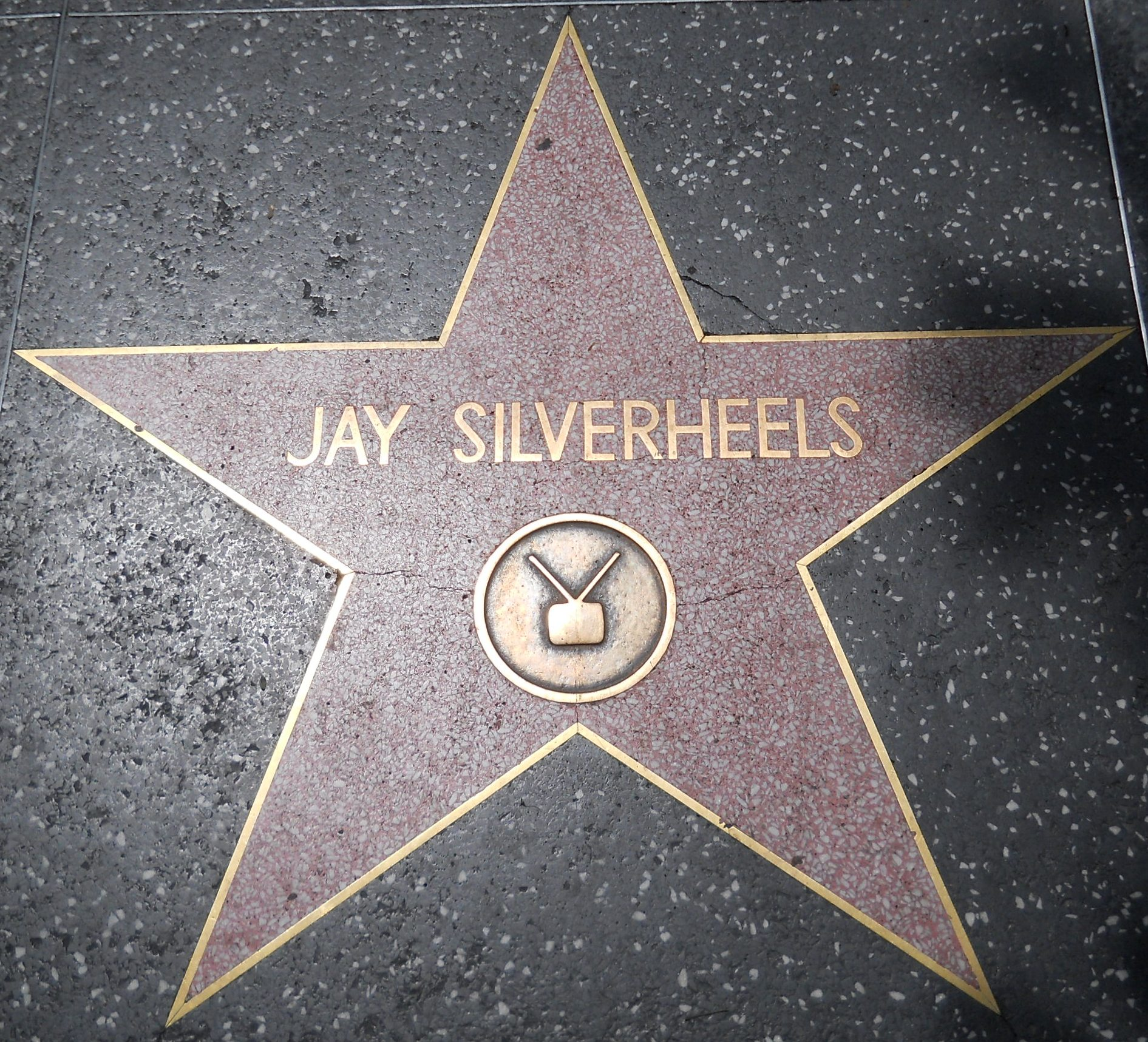
Stern auf dem Hollywood Walk of Fame in Hollywood

## Epigonen
Jay Silverheels war der erste Schauspieler, der im Fernsehen einen indianischen Serienhelden etablierte. Nachdem die Serie auch in Europa gezeigt worden war, spielte Pierre Massimi in dem sehr erfolgreichen Fernsehvierteiler Die Lederstrumpferzählungen die Rolle des „Chingachgook“ auf vergleichbare Weise. Auch die Karl-May-Filme mit Pierre Brice als Winnetou präsentierten einen indianischen Helden, der schon rein optisch in den Fußstapfen des echten Häuptlingssohns Jay Silverheels wandelte.